# Diretório Acadêmico Fernando Santa Cruz
O Diretório Acadêmico Fernando Santa Cruz é a organização representativa dos estudantes do curso de Direito da Unicap. Batizado com o nome do estudante pernambucano perseguido pela ditadura militar, Fernando Santa Cruz, o DAFeSC, como também é conhecido, é um dos D.A.s mais ativos no estado de Pernambuco e no Brasil.

## História
Em 1959 é criado o curso de Direito na Unicap, e no mesmo ano o D.A. é fundado. Desde cedo o D.A. se engajou nas lutas políticas e sociais, principalmente durante a ditadura militar quando vários dos seus primeiros presidentes foram perseguidos e mortos pelo governo. Com a ditadura o D.A. foi perseguido e proibido de funcionar como muitos D.A.s da época. Reaberto em 1979, o D.A. foi batizado com o nome do estudante Fernando Santa Cruz, sendo conhecido até os dias de hoje com esse nome. De 1979 até os dias de hoje o DAFeSC continua em atividade sem interrupções.

## A Gestão DAFESC/MUDA DIREITO e suas atuações externas e internas
O M.U.D.A. DIREITO (Movimento Universitário para o Desenvolvimento Acadêmico) é um grupo de esquerda independente e autônomo do Movimento Estudantil atuante há mais de 10 anos, notadamente, na Universidade Católica de Pernambuco.
O MUDA atua além dos muros da Academia, lutando diretamente junto com os movimentos sociais populares em suas variadas plataformas, levantando as bandeiras contra-hegemônicas pelo fim das opressões; o machismo, racismo e a homofobia.

## Atividades Políticas e Sociais
Como Diretório Acadêmico, o DAFeSC se engaja e incentiva a participação dos estudantes nas manifestações políticas e sociais como uma maneira de aprendizado fora das salas de aula e de mudança da realidade do Brasil. Por isso, ao longo de sua história o D.A. vem realizando uma série de manifestações e de atividades nessa esfera como um instrumento de formação da opinião crítica dos estudantes. No campo político, o D.A. de Direito da Unicap tem grande participação nas decisões do movimento estudantil nacional, onde nos vários encontros e reuniões o DAFeSC delibera sobre os vários assuntos junto com os outros D.A.s do Brasil.

### MAMER
Como um Diretório de uma Universidade Católica, o DAFeSC também se engaja nas atividades sociais da Universidade. Uma dessas atividades é o Movimento de Apoio aos Meninos de Rua, o MAMER. O MAMER é uma ONG criada pelo padre Ramiro Ludeño que tem como missão retirar meninos carentes do mundo das drogas para inseri-los no mercado de trabalho e na sociedade. Regularmente os estudantes e membros do D.A. realizam atividades na sede que fica no município de Jaboatão dos Guararapes. Recentemente, o DAFeSC fundou uma biblioteca na sede do MAMER, o que beneficiará muitos meninos assistidos pela instituição.

### Debate entre os candidatos à OAB-PE
No final de outubro de 2009, o Diretório organizou o único debate entre os candidatos à OAB-PE realizado em Recife. O debate contou com os três candidatos à presidência da OAB-PE: Henrique Mariano, Júlio Oliveira e Ricado Correia. Organizado em três etapas, o debate composto respectivamente de perguntas a serem sorteadas para os três candidatos presentes, perguntas realizadas entre os candidatos e as considerações finais de cada candidato. O evento lotou o auditório da Universidade e foi muito bem recebido pelos participantes que participaram no clima caloroso da campanha.

### Debate entre os candidatos ao Governo de PE
Em setembro de 2010, o D.A. organizou o debate entre os candidatos ao governo do estado de Pernambuco. Os candidatos presentes ao debate foram: Edilson Silva (PSOL), Sérgio Xavier (PV), Jair Pedro (PSTU), e Roberto Numeriano (PCB). Em clima de eleição, o debate foi bastante disputado entre os candidatos presentes, onde ao mesmo tempo o estudante interagia com os candidatos ao Governo, fazendo perguntas sobre temas pertinentes ao estado.

### CONERED 2009
No mês de novembro a Unicap foi sede do CONERED, o Conselho das Entidades Representativas de Estudantes de Direito, realizado pela comissão gestora da FENED, a Federação Nacional de Estudantes de Direito. Nessa reunião entre os D.A.'s de Direito do Brasil foi discutida a construção e formato do Encontro Nacional dos Estudantes de Direito seguinte, o ENED, realizado em Brasília. Fora isso também foram discutidas questões como a atual conjuntura do curso de Direito no Brasil e os rumos da FENED e do movimento estudantil.

## Atividades Acadêmicas
Juntamente com as atividades político-sociais, o DAFeSC tem uma vasta lista de atividades acadêmicas. Nesta lista encontram-se palestras, debates, minicursos, seminários, congressos, cine-debates, grupos de estudos, encontros estudantis, júris simulados, excursões, atividades culturais e esportivas, campanhas, conselhos estudantis, assembleias gerais, dentre outras atividades.

### ERED 2009
Em 2009 a Unicap sediou o 30° ERED, o Encontro Regional dos Estudantes de Direito. Pela primeira vez um encontro estudantil regional foi realizado numa universidade particular, o que significou uma conquista não só para o DAFeSC, mas também para a Universidade. A maior marca do Encontro foi a grande participação e interação dos estudantes nas atividades realizadas. Com o sucesso e a organização mostrada durante o evento, a próxima meta é trazer para a Unicap o ENED, o que significará mais uma conquista do D.A.

### Semana Fernando Santa Cruz
No fim de 2010, o DAFeSC realizou a “Semana Fernando Santa Cruz de Direitos”, onde em cada dia debateu-se um ramo do Direito. Desde o Direito Ambiental até a conjuntura das Eleições 2010, o evento foi um sucesso tendo como ápice o debate sobre a reforma do ensino jurídico, onde estudantes e professores, tanto do curso de Direito da UNICAP quanto do curso da UFPE, debateram os rumos do curso de Direito no Brasil.

## FENED e CORED
Em 2010 o DAFeSC foi eleito para a pasta de Ensino Jurídico da coordenação da FENED. Tal conquista foi fruto da sua atuação no debate sobre a reforma do curso de Direito no Brasil. A partir de 2010, o D.A. levantou esta bandeira como a sua principal, de modo a ser um agente ativo no debate sobre a reforma do ensino jurídico no país. Para consolidar tal luta, ao longo do ano, o Diretório realizou várias atividades sob este viés. Fora isto o DAFeSC foi um dos responsáveis pela reestruturação da Coordenação Regional de Estudantes de Direito (CORED), que compõe a FENED, de modo a fortalecer o Movimento Estudantil no Nordeste.

## Campanhas

### Unicapital
Em 2007 o DAFeSC iniciou a campanha do Unicapital. Com a missão de combater a mercantilização do ensino, o D.A. iniciou uma série de atividades para que a Universidade incentivasse as atividades acadêmicas e sociais. No mesmo ano, a Unicap cortou a bolsa dos monitores. Com isso, o DAFeSC inseriu na pauta da Unicapital a luta pela volta da bolsa. Embora a reitoria ainda não tenha restituído o auxílio aos monitores, a campanha continua ativa até os dias de hoje onde regularmente o DAFeSC realiza manifestações junto aos estudantes contra esta atitude da Universidade.

### Educação em Movimento
Com a missão de conscientizar os estudantes da importância do acesso à informação como fator de mudança da realidade social, o DAFeSC vem realizando uma campanha de coleta de livros para serem doados a instituições sociais e ONGs como o MAMER. A arrecadação já passou de 800 títulos das mais variadas áreas que já foram doadas a várias organizações comunitárias. Com essas doações o D.A. já conseguiu fundar bibliotecas como a do MAMER.

### Unificação das Provas
Com o intuito de melhorar a qualidade do ensino na Universidade, o DAFeSC realizou no início de 2009 junto com os estudantes, professores e a reitoria uma assembleia geral para deliberar sobre a unificação das provas. Nessa assembleia tanto estudantes quanto professores e administradores tiveram a oportunidade de opinarem e discutirem sobre a unificação das provas. A discussão continua, demonstrando o caráter democrático desta atividade assim como o engajamento de todos os envolvidos com essa proposta.

## Biblioteca Jurídica
O Diretório também possui uma biblioteca particular que disponibiliza vários títulos jurídicos para empréstimo aos alunos. O acervo possui mais de duzentos títulos disponíveis entre livros, códigos, coleções, revistas, e artigos jurídicos para facilitar o estudo e auxiliar os alunos no dia-a-dia na Universidade. O D.A. também possui um espaço caso o aluno queira estudar dentro do Diretório.

## Executiva e Diretorias
O D.A. Fernando Santa Cruz é administrado por uma executiva, formada por oito alunos e é responsável pela coordenação geral dos trabalhos, e onze diretorias, dirigidas por um ou mais alunos e incumbidas de atividades relativas às áreas específicas. Desse modo, o D.A. pode cobrir todas as áreas de atuação dentro da Universidade e do curso de Direito de forma a lutar por um ensino de qualidade que seja oferecido em todos os aspectos da vida acadêmica.